# Trolleybus de Fribourg
Les trolleybus de Fribourg font partie du réseau de transports en commun de la ville de Fribourg en Suisse. Mis en service en 1912, 4 lignes sont exploitées par une vingtaine de trolleybus des Transports publics fribourgeois.

## Réseau actuel
Le réseau compte 3 lignes de trolleybus.
1 Portes-de-Fribourg ↔ Marly, Gérine (partiellement électrifiée)
2 Schoenberg ↔ Les Dailles (100 % électrifiée)
3 Mont Carmel ↔ Charmettes (100 % électrifiée)

## Matériel roulant

### Actuel
| Image | Numéros     | Nombre | Fabricant        | Équipementier électrique | Modèle         | Type                                         | Années de construction |
| ----- | ----------- | ------ | ---------------- | ------------------------ | -------------- | -------------------------------------------- | ---------------------- |
| -     | 522 à 533   | 12     | Carrosserie Hess | Vossloh Kiepe            | BGT (de)-N2C   | Moteurs diesels auxiliaires                  | 2010                   |
| -     | 6601 à 6610 | 10     | Carrosserie Hess | ABB                      | lighTram 19 DC | Électrique avec batteries In-Motion-Charging | 2020                   |

### Ancien
| Illustration | Modèle              | Nombre | Numéros | En service | Hors service | Remarques |
| ------------ | ------------------- | ------ | ------- | ---------- | ------------ | --------- |
|              | Berliet EH85 Vétra  | 2      | 41-42   | 1964       | 1972         |           |
|              | Berliet EH100S SAAS | 2      | 31-32   | 1963       | 1980         |           |